# Ronde van Frankrijk 2009/Tiende etappe
De tiende etappe van de Ronde van Frankrijk 2009 werd verreden op dinsdag 14 juli 2009, Quatorze Juillet; de viering van de Franse Revolutie. De totale afstand bedroeg 194,5 kilometer. De rit ging van Limoges naar Issoudun, onderweg werden er drie bergen van de vierde categorie beklommen.
Deze etappe was de eerste in de geschiedenis van de ronde waarin het niet was toegestaan gebruik te maken van elektronische communicatieapparatuur, de zogenaamde oortjes, tussen ploegleiding en renners.

## Verloop
Om 12.37 begonnen de 171 overgebleven renners aan de tiende etappe van de tour. Zoals vooraf verwacht liep het uit in een massasprint, maar kreeg de koers toch een rare wending. De UCI had deze etappe de oortjes waarmee de renners communiceren met de ploeg verboden. De doel was om de etappe minder voorspelbaar te maken, maar de renners vreesden dat de veiligheid daardoor in geding zou komen. Uit protest maakten de ploegen er een wandeletappe van. Michail Ignatiev, Thierry Hupond, Benoît Vaugrenard en Samuel Dumoulin mochten een gaatje slaan, waarachter het peloton rustig door kuierde. Aanvankelijk bleek dat het viertal een steeds grotere voorsprong ging pakken, wat bijna opliep tot vier minuten, maar daarna bleek dat ze ook in het complot zaten.
Dertig kilometer voor de aankomst ging de etappe pas echt van start. Die vier vluchters die nog lang niet moe waren, gooiden er een aantal scheppen bovenop waardoor het peloton er alles aan moest doen om ze bij te halen. Toch strandde het viertal in de laatste kilometers, waarna de Columbia-trein het heft in handen nam voor favoriet Mark Cavendish. Christian Vande Velde en Tyler Farrar probeerde het eveneens, maar die kwamen op de meet net tekort waardoor Cavendish zijn derde etappe in deze tour won.

### Bergsprints
| Beklimming Côte de Salvanet na 12,5 km | Beklimming Côte de Salvanet na 12,5 km | Beklimming Côte de Salvanet na 12,5 km | 4e cat. 1,8 km à 4,5 % | 4e cat. 1,8 km à 4,5 % |
| Plaats                                 | Naam                                   | Naam                                   | Punten                 |                        |
| Winnaar                                | Michail Ignatiev                       | Michail Ignatiev                       | 3                      |                        |
| 2                                      | Thierry Hupond                         | Thierry Hupond                         | 2                      |                        |
| 3                                      | Benoît Vaugrenard                      | Benoît Vaugrenard                      | 1                      |                        |

| Beklimming Côte de Saint-Laurent-les-Eglises na 27,5 km | Beklimming Côte de Saint-Laurent-les-Eglises na 27,5 km | Beklimming Côte de Saint-Laurent-les-Eglises na 27,5 km | 4e cat. 2,0 km à 5,3 % | 4e cat. 2,0 km à 5,3 % |
| Plaats                                                  | Naam                                                    | Naam                                                    | Punten                 |                        |
| Winnaar                                                 | Michail Ignatiev                                        | Michail Ignatiev                                        | 3                      |                        |
| 2                                                       | Thierry Hupond                                          | Thierry Hupond                                          | 2                      |                        |
| 3                                                       | Samuel Dumoulin                                         | Samuel Dumoulin                                         | 1                      |                        |

| Beklimming Côte de Bénévent-l'Abbaye na 58,5 km | Beklimming Côte de Bénévent-l'Abbaye na 58,5 km | Beklimming Côte de Bénévent-l'Abbaye na 58,5 km | 4e cat. 1,8 km à 3,4 % | 4e cat. 1,8 km à 3,4 % |
| Plaats                                          | Naam                                            | Naam                                            | Punten                 |                        |
| Winnaar                                         | Thierry Hupond                                  | Thierry Hupond                                  | 3                      |                        |
| 2                                               | Benoît Vaugrenard                               | Benoît Vaugrenard                               | 2                      |                        |
| 3                                               | Samuel Dumoulin                                 | Samuel Dumoulin                                 | 1                      |                        |

### Tussensprints
| Tussensprint Laurière na 44 km |                   |        |
| Plaats                         | Naam              | Punten |
| Winnaar                        | Samuel Dumoulin   | 6      |
| 2                              | Thierry Hupond    | 4      |
| 3                              | Benoît Vaugrenard | 2      |

| Tussensprint Aigurande na 122,5 km |                   |        |
| Plaats                             | Naam              | Punten |
| Winnaar                            | Benoît Vaugrenard | 6      |
| 2                                  | Thierry Hupond    | 4      |
| 3                                  | Samuel Dumoulin   | 2      |

| Tussensprint Saint-Août na 157,5 km |                   |        |
| Plaats                              | Naam              | Punten |
| Winnaar                             | Thierry Hupond    | 6      |
| 2                                   | Benoît Vaugrenard | 4      |
| 3                                   | Samuel Dumoulin   | 2      |

## Uitslag
| Rang | Renner             | Land                | Ploeg                 | Tijd    |
| ---- | ------------------ | ------------------- | --------------------- | ------- |
| 1    | Mark Cavendish     | Verenigd Koninkrijk | Team Columbia-HTC     | 4u46'43 |
| 2    | Thor Hushovd       | Noorwegen           | Cervélo Test Team     | z.t.    |
| 3    | Tyler Farrar       | Verenigde Staten    | Garmin-Slipstream     | z.t.    |
| 4    | Leonardo Duque     | Colombia            | Cofidis               | z.t.    |
| 5    | José Joaquín Rojas | Spanje              | Caisse d'Epargne      | z.t.    |
| 6    | Lloyd Mondory      | Frankrijk           | AG2R-La Mondiale      | z.t.    |
| 7    | Kenny van Hummel   | Nederland           | Skil-Shimano          | z.t.    |
| 8    | William Bonnet     | Frankrijk           | Bbox-Bouygues Telecom | z.t.    |
| 9    | Daniele Bennati    | Italië              | Liquigas              | z.t.    |
| 10   | Saïd Haddou        | Frankrijk           | Bbox-Bouygues Telecom | z.t.    |

## Strijdlustigste renner
| Renner         | Land      | Ploeg        |
| -------------- | --------- | ------------ |
| Thierry Hupond | Frankrijk | Skil-Shimano |

## Algemeen klassement
| Rang | Renner                | Land                | Ploeg                  | Tijd     |
| ---- | --------------------- | ------------------- | ---------------------- | -------- |
|      | Rinaldo Nocentini     | Italië              | AG2R-La Mondiale       | 39u11'04 |
| 2    | Alberto Contador      | Spanje              | Astana                 | op 6"    |
| 3    | Lance Armstrong       | Verenigde Staten    | Astana                 | op 8"    |
| 4    | Levi Leipheimer       | Verenigde Staten    | Astana                 | op 39"   |
| 5    | Bradley Wiggins       | Verenigd Koninkrijk | Team Garmin-Slipstream | op 46"   |
| 6    | Andreas Klöden        | Duitsland           | Astana                 | op 54"   |
| 7    | Tony Martin           | Duitsland           | Team Columbia          | op 1'00" |
| 8    | Christian Vande Velde | Verenigde Staten    | Team Garmin-Slipstream | op 1'24" |
| 9    | Andy Schleck          | Luxemburg           | Team Saxo Bank         | op 1'49" |
| 10   | Vincenzo Nibali       | Italië              | Liquigas               | op 1'54" |

## Nevenklassementen

### Puntenklassement
| Rang | Renner             | Land                | Ploeg             | Punten |
| ---- | ------------------ | ------------------- | ----------------- | ------ |
|      | Thor Hushovd       | Noorwegen           | Cervélo Test Team | 147    |
| 2    | Mark Cavendish     | Verenigd Koninkrijk | Team Columbia-HTC | 141    |
| 3    | José Joaquín Rojas | Spanje              | Caisse d'Epargne  | 97     |

### Bergklassement
| Rang | Renner            | Land      | Ploeg             | Punten |
| ---- | ----------------- | --------- | ----------------- | ------ |
|      | Egoi Martínez     | Spanje    | Euskaltel-Euskadi | 78     |
| 2    | Christophe Kern   | Frankrijk | Cofidis           | 59     |
| 3    | Franco Pellizotti | Italië    | Liquigas          | 55     |

### Jongerenklassement
| Rang | Renner          | Land      | Ploeg             | Tijd     |
| ---- | --------------- | --------- | ----------------- | -------- |
|      | Tony Martin     | Duitsland | Team Columbia-HTC | 39u12'04 |
| 2    | Andy Schleck    | Luxemburg | Team Saxo Bank    | op 49    |
| 3    | Vincenzo Nibali | Italië    | Liquigas          | op 54    |

### Ploegenklassement
| Rang | Ploeg             | Land                | Tijd      |
| ---- | ----------------- | ------------------- | --------- |
|      | AG2R-La Mondiale  | Frankrijk           | 115u59'24 |
| 2    | Astana            | Kazachstan          | op 3      |
| 3    | Team Columbia-HTC | Verenigd Koninkrijk | op 04'45  |

1e etappe ·
2e etappe ·
3e etappe ·
4e etappe ·
5e etappe ·
6e etappe ·
7e etappe ·
8e etappe ·
9e etappe ·
10e etappe ·
11e etappe ·
12e etappe ·
13e etappe ·
14e etappe ·
15e etappe ·
16e etappe ·
17e etappe ·
18e etappe ·
19e etappe ·
20e etappe ·
21e etappe
Startlijst · Eindstanden · Afbeeldingen